# Alarm in het begijnhof
Alarm in het begijnhof is het 190ste stripverhaal van Jommeke. De reeks wordt getekend door striptekenaar Jef Nys.

## Verhaal
De begijntjes krijgen een brief waarin ze aangemaand worden een bijdrage te storten aan de gemeente. Anders mogen ze niet meer verblijven in het begijnhof. Ze richten een fanfare op en verkopen wat spulletjes om aan geld te geraken. Jommeke en Filiberke vinden dit alles maar vreemd en gaan bij de burgemeester informeren. In het gemeentehuis merken ze dat er veel ongure figuren aanwezig zijn. John Beton, de baas van de ongure figuren, wil ervoor zorgen dat de begijntjes moeten verhuizen zodat hij op die plaats een luxe hotel kan bouwen. Om de burgemeester te chanteren heeft hij diens dochter ontvoerd. Jommeke en Filiberke willen de begijntjes helpen. Daarvoor gaat Flip samen met Hieroniemus, een ooievaar, Mataboe halen voor nog meer hulp. Wanneer ze terug aangekomen zijn in Zonnedorp merken ze echter dat de afbraakploeg al is begonnen met de afbraak van het begijnhof. Mataboe schiet in actie en de afbraak wordt net op tijd verhinderd. Ook John Beton wordt op zijn beurt uitgeschakeld. Later wordt de dochter van de burgemeester ook bevrijd. Tot slot besluit de dochter om ook naar het begijnhof te gaan, ze kan immers toch geen geschikte man vinden.